# کاوه سجادی حسینی
کاوه سجادی حسینی (زادهٔ ۱۳۵۶) کارگردان و فیلم‌نامه‌نویس ایرانی است. او علاوه بر فیلم‌سازی به تدریس در دانشگاه‌ها و آموزشگاه‌ها مشغول است.

## آثار

### فیلم‌های بلند
| سال  | عنوان            |
| ---- | ---------------- |
|      | اکنون در یک آینه |
|      | بی‌پایان          |
|      | آتش زیر خاکستر   |
|      | نگرانی           |
| ۱۳۸۷ | فیلمساز کوچک     |
| ۱۳۸۹ | روزی که می‌آید    |
| ۱۳۹۰ | راه              |
| ۱۳۹۳ | شب بیرون         |
| ۱۳۹۳ | بوفالو           |
| ۱۳۹۸ | بی سر            |
| ۱۴۰۱ | نبودنت           |

### فیلم‌های کوتاه
- من را نپوشان (تهیه‌کننده و کارگردان)
- رَهاوی: اپیزود سوم (تهیه‌کننده و کارگردان)
- کافه خون: اپیزود دوم (تهیه‌کننده و کارگردان)
- جن: اپیزود اول (تهیه‌کننده و کارگردان)
- شهر سرد
- تا تو هستی
- چای تازه
- ضدنور

### دستیار اول کارگردان
- فروشنده (۱۳۹۴)
- چهل سالگی (۱۳۸۸)
- گناه من (۱۳۸۵)
- نصف مال من، نصف مال تو (۱۳۸۵)
- در به درها (۱۳۸۳)
- زن زیادی (فیلم) (۱۳۸۳)